# Занођи (Караш-Северин)
Занођи (рум. Zănogi) насеље је у Румунији у округу Караш-Северин у општини Корнерева. Oпштина се налази на надморској висини од 697 m.

## Становништво
Према подацима из 2002. године у насељу је живело 125 становника, од којих су сви румунске националности.